# Геллікон
Геллікон (нім. Hellikon) — громада  в Швейцарії в кантоні Ааргау, округ Райнфельден.

## Географія
Громада розташована на відстані близько 75 км на північний схід від Берна, 16 км на північний захід від Аарау.
Геллікон має площу 7 км², з яких на 6,5% дозволяється будівництво (житлове та будівництво доріг), 61% використовуються в сільськогосподарських цілях, 32,5% зайнято лісами, 0% не є продуктивними (річки, льодовики або гори).

## Демографія
2019 року в громаді мешкало 785 осіб (+1% порівняно з 2010 роком), іноземців було 5%. Густота населення становила 112 осіб/км².
За віковим діапазоном населення розподілялося таким чином: 19,6% — особи молодші 20 років, 60,3% — особи у віці 20—64 років, 20,1% — особи у віці 65 років та старші. Було 329 помешкань (у середньому 2,4 особи в помешканні).
Із загальної кількості 151 працюючого 63 було зайнятих в первинному секторі, 32 — в обробній промисловості, 56 — в галузі послуг.